# Factotum (film)
Factotum is een film van de Noorse regisseur Bent Hamer uit 2005. De film is gebaseerd op het gelijknamig boek van Charles Bukowski uit 1975, waarin het hoofdpersonage Henry Chinaski, een alter ego van Bukowski, wordt gevolgd. Hoewel de film grotendeels een Noors product is, zijn de acteurs Amerikaans. De film kwam op 20 april 2006 uit in Nederland en op 17 mei 2006 in België.

## Verhaal
De film volgt de alcoholist Henry Chinaski (Matt Dillon), een man van middelbare leeftijd in Los Angeles, die probeert als schrijver aan de bak te komen. In de tussentijd volgen we hem tijdens zijn talloze baantjes en relaties met diverse vrouwen.
Al in de openingsscène van de film wordt duidelijk dat Chinaski het niet zo nauw neemt met de regels en hij wordt dan ook ontslagen voor alcoholgebruik onder werktijd. Wat volgt is een afwisseling van werk zoeken, werk behouden en werk verliezen. Ondertussen raakt Chinaski in romances met een aantal vrouwen van dubieus allooi en verdoet hij zijn tijd met alcohol en paardenwedraces. Daarnaast probeert hij zijn schrijverschap van de grond te krijgen door korte verhalen op te sturen naar een dagblad in New York. Het schrijven en het alcoholgebruik zijn terugkerende thema's in de film en bieden Chinaski houvast in zijn leven. Hoewel de roman van Bukowski zich afspeelt in 1944, gebruikt de film de achtergrond van heden ten dage.

## Rolverdeling
- Henry Chinaski (Matt Dillon)
- Jan (Lili Taylor)
- Pierre (Didier Flamand)
- Manny (Fisher Stevens)
- Laura (Marisa Tomei)

## Ontvangst
Factotum kreeg wisselende kritieken. Metacritic waardeert de film met een 7.1, IMDb geeft een 6.6. Toch ontving Factotum enkele nominaties en won ze de Gouden Zwaan voor beste actrice (Lili Taylor) en die voor beste regisseur (Bent Hamer) op het International filmfestival van Kopenhagen 2005.